# 大島半島 (福井県)
大島半島（おおしまはんとう）は、福井県おおい町北東部にある半島である。小浜湾側は穏やかな青戸入江であり、半島の先端のから若狭湾に直接面する半島で若狭湾国定公園に含まれる。若狭湾側は断崖であり、小浜湾側に集落が点在し、海水浴や釣り客で民宿が多い。かつては小浜藩の台場（小浜藩台場跡）もあった。

## 形成
大島半島は小浜湾中に浮かぶ大きな島であった。若狭和田駅周辺で砂州を形成し半島になった、福井県最大の陸繋島である。

## 地質・地理
小浜湾を西から囲む地形で、西半分は超塩基性岩類、東側には古生代の堆積岩が分布している。中央部に凹みがあり活断層であるとの意見もある。石英閃緑岩・閃緑岩・斑れい岩・輝石岩（英語: Pyroxenite）・超塩基性岩が広く分布している。
半島先端に鋸埼灯台があり赤礁崎の間には大飯原子力発電所がある。また、小浜線若狭和田駅から青戸の大橋にかけ青戸入江と呼ばれ、埋立が進んでいる。また、真珠の養殖や筏釣りも盛んである。岬および灯台は、赤礁崎（赤礁埼灯台）と鋸崎（鋸埼灯台）がある。

## 赤礁崎

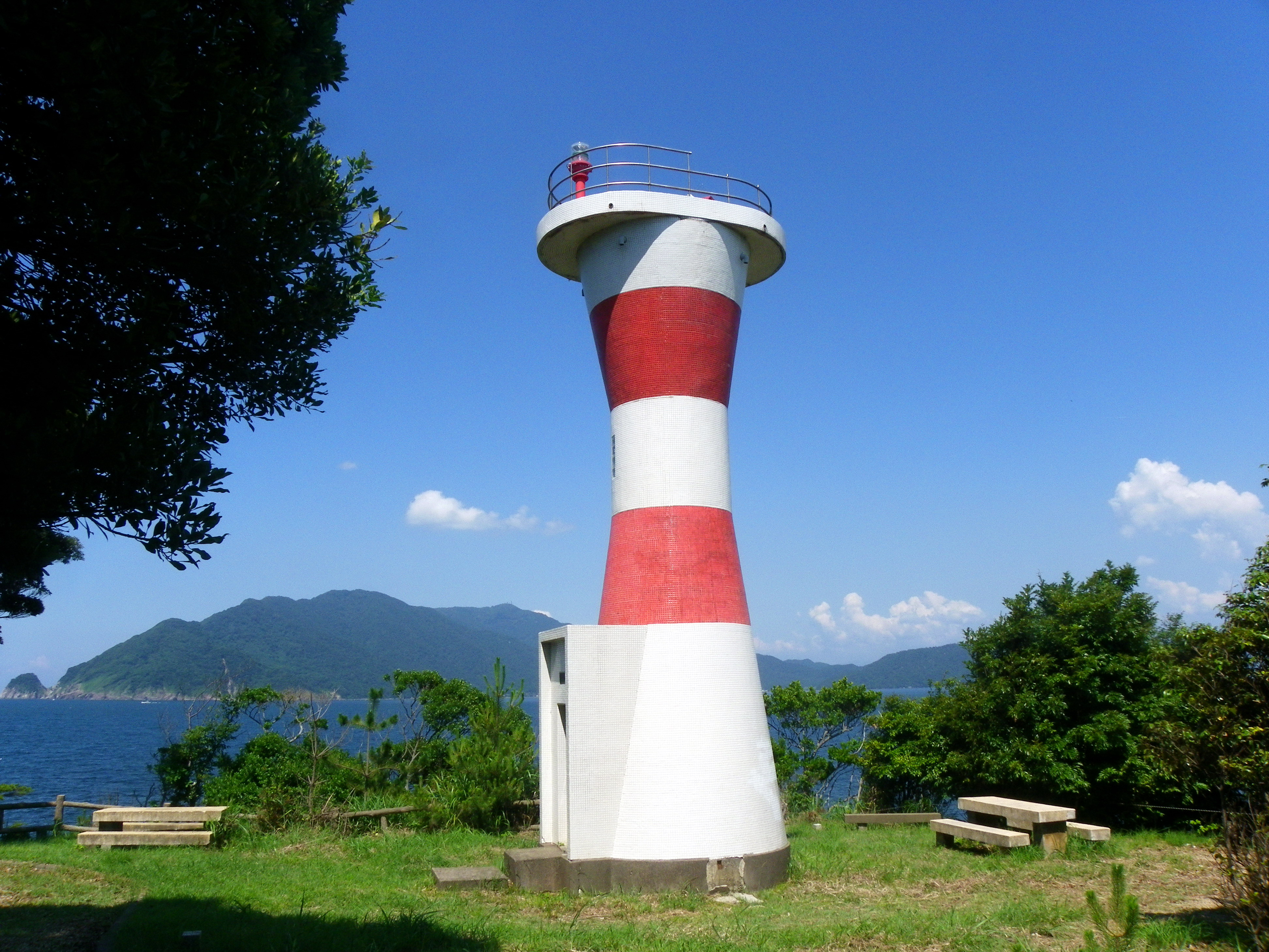
赤礁埼灯台

おおい町宮留から赤礁崎間の遊歩道沿いの砂浜は、この砂州で形成されている。陸繋島に陸繋島がある地形として存在するのは、全国的にみても貴重な場所である。砂州はリップルマーク波の振動作用によって形成されたことを物語っている。

### 施設・海水浴場
- 塩浜海水浴場
- 袖ヶ浜海水浴場
- 赤礁崎オートキャンプ場
- あかぐり海釣り公園
- 赤礁崎ベイサイドパーク あかぐり苑地
- 赤礁埼灯台

## 冠者島

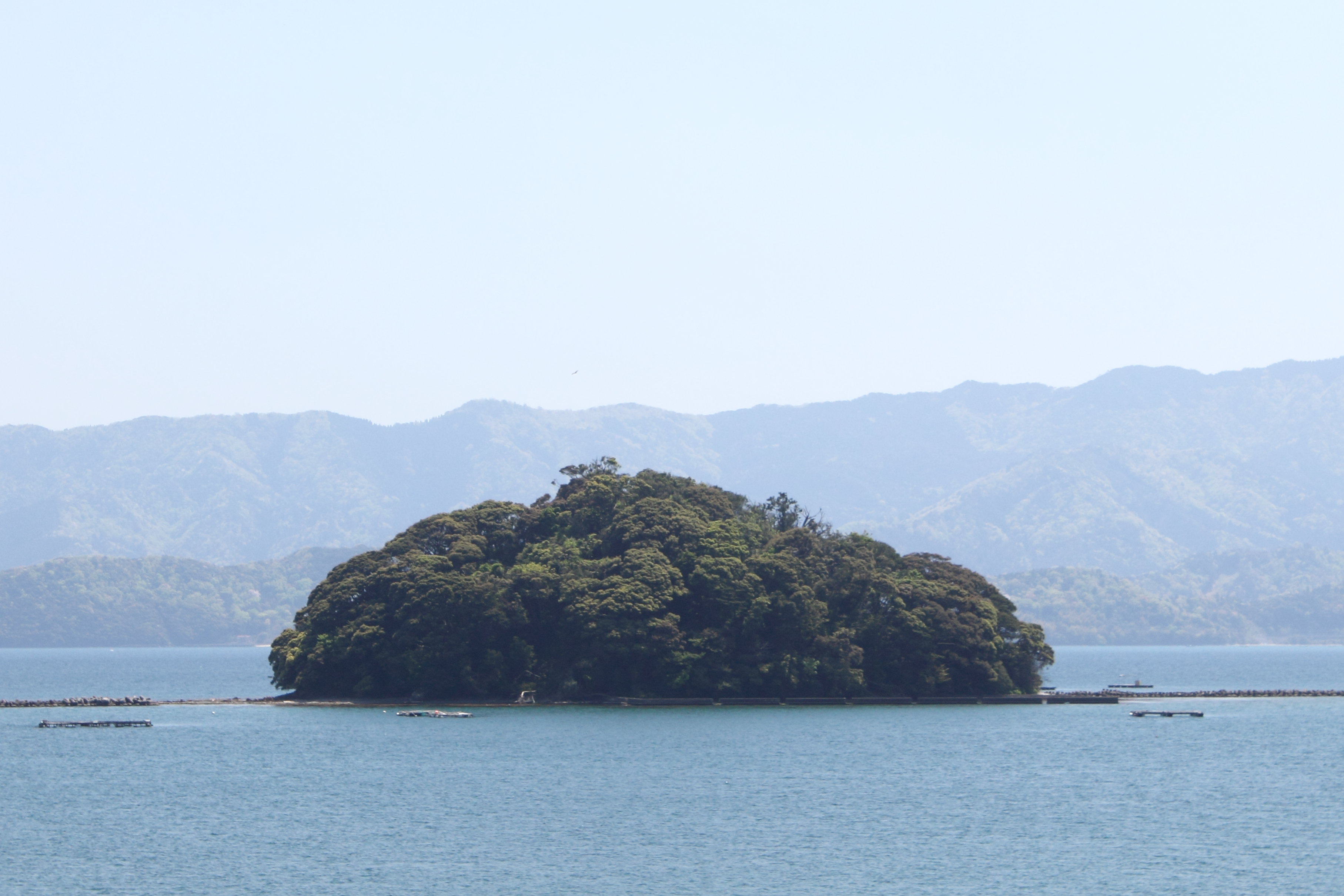
冠者島

おおい町日角の沖に大島半島に囲まれるように浮かぶ弁才天が祀られている無人島である。
スダジイ、タブノキ林が主でカラスザンショウ、ハゼノキ等の自然林が発達している。
島内にはヒメユズリハ、モチノキ、ヒサカキ、トベラ、ヤマザクラ、ヤブニッケイ等も見られる。ヒトツバ、ワラビ、テイカカズラ、ムベ、ヤブコウジ、ヤブラン、ジャノヒゲ、ヤダケ、ヤブツバキ、ヤブニッケイ、シロダモ、ヒメアオキ、カズラ、オニヤブソテツ、テイカカズラ等が生育している。
また、対馬暖流の影響で島内にはビワの自生が認められる他、ヒメユズリハ、ヒトツバ等の暖地性の稀産植物も多く生育している。

## 寺院
大島半島の集落には以下の寺院がある。

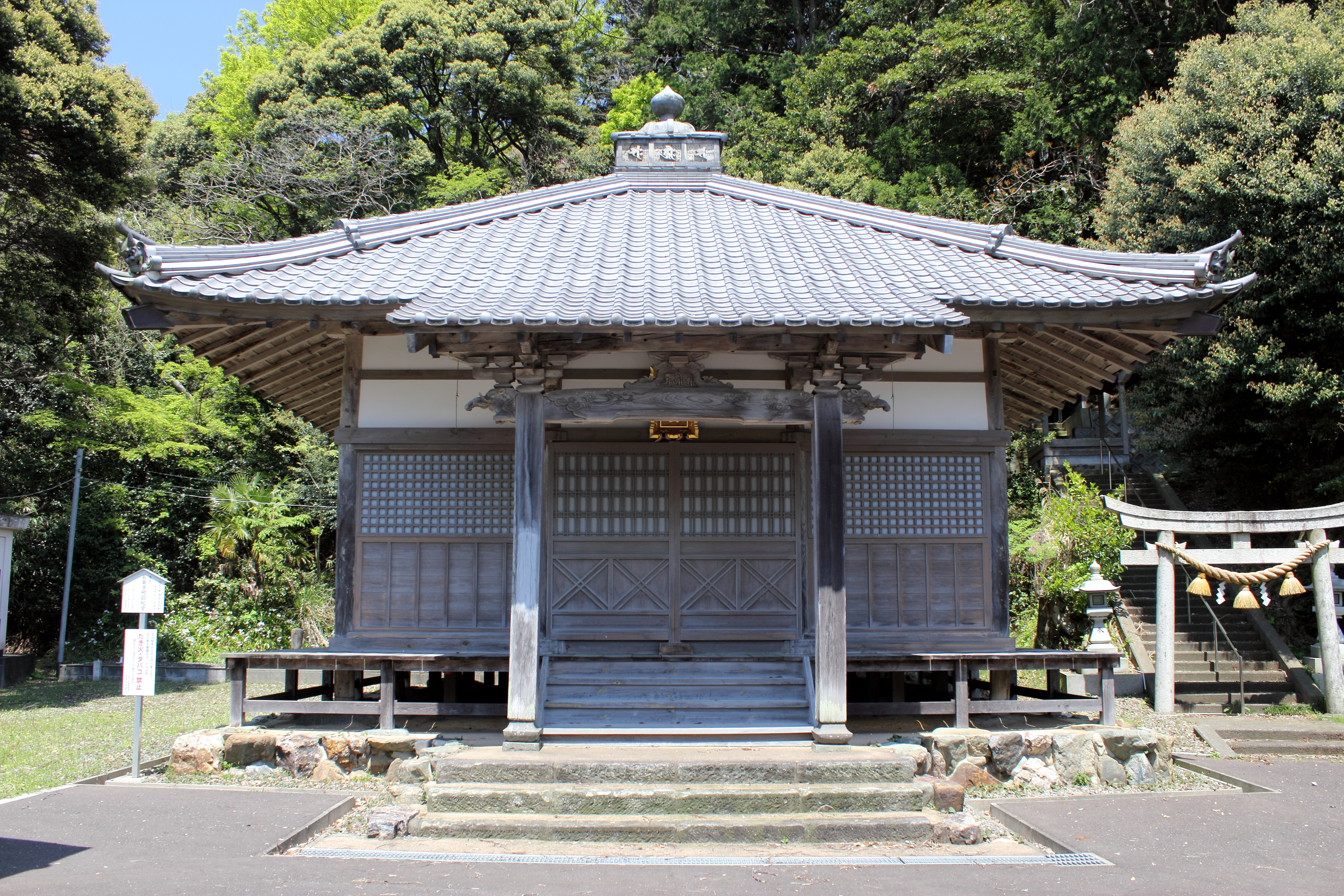
長楽寺

- 清雲寺 - おおい町浦底。収蔵庫に木造毘沙門天立像[2]と両脇侍の木造吉祥天立像[2]、木造善膩師童子立像[2]の計3体を安置する。いずれも鎌倉時代の作。
- 長楽寺 - 福井県大飯郡おおい町日角浜。収蔵庫に木造阿弥陀如来坐像[3]（像高215.7センチメートル）と木造多聞天立像[4]（像高165.1センチメートル）を安置。いずれも寄木造で平安時代後期の作。
- 常禅寺 - おおい町大島。収蔵庫に木造不動明王坐像[5]を安置。像高は97.5センチメートル、平安時代作、檜材の寄木造である。

上述の仏像（6体）はいずれも国の重要文化財に指定されている。

## 観光地・施設
- 蘇洞門
- 大飯発電所
- 青戸の大橋
- 青戸入江
- 小浜藩台場跡

## 交通
- 福井県道266号犬見崎和田線
- 福井県道241号赤礁崎公園線

半島を一周する道路はない。
なお、おおい町中心部・若狭本郷駅と大島半島を結ぶ福鉄バスの路線がある。